# 아르템 야쉬킨

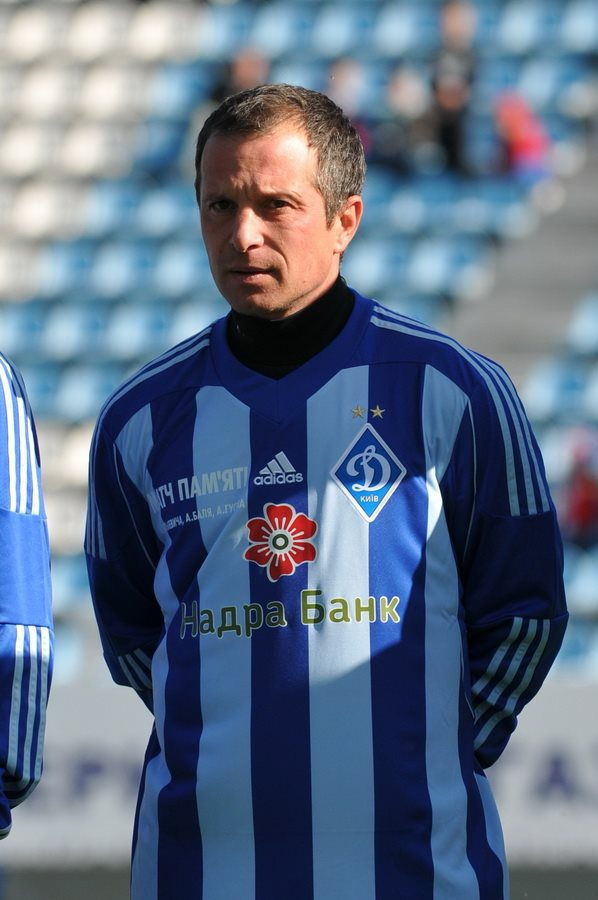

아르템 올렉산드로비치 야쉬킨(우크라이나어: Артем Олександрович Яшкін, 1975년 4월 9일~)는 우크라이나의 은퇴한 축구 선수로, 과거 아톰이라는 등록명으로 부천 SK에서 활약하였다.